# Pedro Sánchez de la Hoz
Pedro Sánchez de la Hoz (1514 à Calahorra, La Rioja - 1547 à Santiago du Chili ) , également appelé Pedro Sancho de la Hoz, était un marchand espagnol, conquistador et adelantado qui servit de secrétaire à Pizarro. En 1534, il obtint les droits d'une capitulación de conquista (es) au sud du détroit de Magellan. Il fut nommé par Charles V, empereur romain germanique, adelantado de Terra Australis en 1539.

Vue des capitulaciones accordées par Charles V, empereur romain germanique en 1534

Sánchez de la Hoz, servit comme secrétaire de Pizarro au Pérou lors de la conquête de Cuzco et écrivit un compte rendu de la conquête du Pérou. Bien que le manuscrit original ait été perdu, l'œuvre a été conservée en traduction italienne et a ensuite été traduite dans d'autres langues, servant de récit précieux à la fois sur la conquête espagnole et l'ethnographie inca. Après un certain succès financier, il retourna en Espagne et fut autorisé par l'empereur Charles V à retourner dans le Nouveau Monde où il fut en conflit avec le conquistador rival Pedro de Valdivia sur différentes concessions aux terres du sud du Pérou. En 1547, Francisco de Villagra, l'un des hommes de Valdivia, fit exécuter Sánchez de la Hoz pour avoir dirigé une rébellion.
Selon l'Argentine et le Chili, la capitulation accordée à Sánchez de la Hoz prouve que l'Empire espagnol avait des revendications et un animus occupandi sur les terres qui seraient plus tard appelées « Antarctique ». Étant donné que le Chili et l'Argentine ont historiquement réussi à établir leur frontière sur la base du principe uti possidetis iuris du droit international, la subvention Sánchez de la Hoz fait partie de leurs arguments en faveur des revendications territoriales en Antarctique.

## Biographie
Pedro Sánchez de la Hoz fut également connu sous le nom de Pedro (également Pero) Sánchez de la Hoz ou Pedro Sancho. C'était un aventurier aux ambitions de conquistador qui arriva au Pérou en 1534 et fut signalé, principalement, pour le rapport sur la conquête qu'il rédigea en tant que secrétaire du gouverneur Francisco Pizarro.
Ce rapport officiel de l'entreprise prolonge le travail de Francisco de Jerez qui, avait décrit les différentes phases de la conquête, du départ du Panama, jusqu'au choc de Cajamarca dans lequel le souverain inca Atahuallpa fut capturé.
Lorsque Jerez retourna dans son pays natal, Sancho de la Hoz reprit la tâche à son compte et rédigea un rapport détaillé sur la poursuite de l'entreprise, de la mort de l'Inca à la conquête de Cuzco, qu'il décrivit pour la première fois dans sa grandeur encore intacte.
Son rapport, cependant, fut perdu et ne survécut que grâce à une traduction italienne de l'éditeur Giovanni Battista Ramusio, qui la publia à Venise en 1556. C'est un ouvrage fondamental pour l'histoire de la conquête du Pérou et tous les historiens qui se sont intéressés au sujet s'y sont toujours inspirés.
Son auteur, cependant, ne s'estima pas satisfait de sa réputation d'écrivain et, doué d'une nature agitée, il se tourna vers d'autres activités pour satisfaire ses ambitions.
Il dut être bien doté en connexions à la Cour, car en 1539 il obtint une nomination officielle comme gouverneur des territoires au sud du détroit de Magellan. Aujourd'hui, nous savons qu'au-delà du détroit, il n'y a que la mer jusqu'aux côtes désolées de l'Antarctique, mais on pensait alors qu'un immense continent s'y étendait, appelé communément « Terra Australis ».
Sancho de la Hoz, nanti cette licence officielle, retourna au Pérou pour y organiser une expédition. Cependant, il ne disposait pas des fonds nécessaires et s’endetta excessivement sans parvenir à rien organiser. À cette époque, Pedro de Valdivia s'apprêtait à conquérir le Chili et, vu la proximité des territoires sous leur juridiction, les deux explorateurs audacieux formèrent une société, dûment enregistrée devant notaire.
Valdivia partit de son propre chef à l'avance et Sancho de Hoz fut laissé en arrière pour tenter de recruter un corps expéditionnaire. Endetté, il se retrouva également  en prison et, finalement, il décida de quitter Cuzco pour suivre les traces de son partenaire. Il était cependant un intrigant sans scrupules qui sentit, pour son propre intérêt, qu'il serait utile de se débarrasser de son compagnon. Lorsqu'il le rejoignit, dans un camp isolé, alors qu'il faisait nuit, il essaya de l'attraper dans la tente où il croyait qu'il dormait; mais Valdivia était parti en patrouille et ses intentions furent découvertes.
A son retour, Valdivia, ayant appris ses intentions, fut tenté de le passer par les armes, mais ensuite, calmé, il crut qu'il suffirait de dissoudre la société avec un compagnon aussi perfide.
Sancho de Hoz néanmoins resta au Chili toujours participant à toutes sortes d'intrigues, souvent le promoteur de toutes les séditions qui surgissaient parmi ces hommes assoiffés de richesse.
Par deux fois, il fut surpris d'agiter les esprits contre le pouvoir établi et seule la renommée de ses relations à la Cour le sauva de la potence qui avait toujours été réservée aux séditieux.
En 1547, il était à Santiago lorsque Valdivia partit pour le Pérou à la recherche de renforts. Les soldats de la garnison se sentirent trahis par le départ de leur chef et le mécontentement qui se propageait déjà dans leurs rangs s'amplifia jusqu'à prendre la forme d'une véritable sédition dont, naturellement, il prit immédiatement la tête.
Valdivia, cependant, laissa le pouvoir à un lieutenant honnête, Francisco de Villagra, un homme d'action courageux qui intervint rapidement et étouffa la rébellion dans l'œuf. Villagra n'eut pas les scrupules de Valdivia et sans hésitation agit contre les promoteurs des émeutes. Par son ordre, Pedro Sancho de Hoz fut décapité, mettant fin à ses jours sans qu'il eut atteindre les frontières de ce qu'il espérait être son futur royaume. Il n'avait que trente-trois ans.

## Éditions
- "Relatione per Sua Maestà di quel che nel conquisto & pacificatione di queste prouincie della Nuoua Castiglia, & successo, & della qualità del paese dopo che il capitan Fernando Pizarro si partì, & ritornò a Sua Maestà. Il rapporto del conquistamento di Caxamalca, & la prigione del cacique Atabalipa".
  - in RAMUSIO (Delle navigationi et viaggi, tomo III, folii 333-344, Venetia 1606).
  - in Riedizione di RAMUSIO (EINAUDI, Torino  1988, L. 6º, pagg. 793-838).